# Palacio de Whitehall
El palacio de Whitehall (en inglés: Whitehall Palace) fue la antigua residencia principal de los reyes ingleses en Londres desde 1530 hasta 1698.
El palacio fue creciendo de forma orgánica alrededor de la antigua residencia del cardenal Wolsey hasta convertirse en el palacio más grande de Europa, con más de 1500 habitaciones. Whitehall no era, sin embargo, un único edificio, sino más bien un complejo heterogéneo y caótico de distintos edificios de distintas épocas.
En 1698, el palacio sufrió un pavoroso incendio que destruyó la mayor parte del complejo, en especial los viejos edificios Tudor con techumbre de madera. Se salvó del fuego la Banqueting House, un pabellón para fiestas diseñado por Iñigo Jones y cuyo techo había sido decorado por Rubens.

## Ubicación
Originariamente, el palacio se situaba en la ribera del río Támesis y poco a poco fue extendiéndose al oeste hacia la actual calle Whitehall. Cuando faltó espacio, se decidió construir al otro lado de la calle, quedando, por lo tanto, el palacio dividido en dos, de norte a sur, por la citada calle.
Los límites del palacio quedaban constituidos por la Northumberland Avenue en el norte; el parque de St. James al oeste, la Derby Door en el sur y los bancos del río Támesis en el este (aunque la construcción del Victoria Embankment en el siglo XIX supuso ganar más terrenos al río), un total de cerca de 9,3 hectáreas.

## Historia

### El nuevo palacio de Enrique VIII (1529-1547)
Durante la Edad Media, la ciudad de Westminster situada al oeste de la ciudad de Londres era el centro político y administrativo de Inglaterra, en ella que se encontraban la abadía de Westminster (lugar de coronación y sepultura de los soberanos) y el palacio de Westminster (sede del parlamento y residencia real). A mediados del siglo XIII, el arzobispo de York adquirió unos terrenos al norte del palacio de Westminster para construir su residencia londinense, que fue conocida como York Place. Posteriormente la propiedad fue adquirida por el cardenal Wolsey, valido de Enrique VIII, que edificó una suntuosa mansión a orillas del río. Tras su caída en desgracia en 1529, todas sus propiedades fueron confiscadas por el monarca que, en noviembre del mismo año, llegó en barco desde Greenwich y se instaló por primera vez en la mansión.
El rey no solo deseaba utilizar la recién terminada y suntuosa residencia del cardenal Wolsey, sino que también proyectaba crear una nueva gran residencia real que pudiera sustituir el viejo y desvencijado palacio de Westminster. En 1531 compró varias tierras al oeste de la calle Whitehall a la abadía de Westminster, y luego, más al noroeste, al colegio de Eton, incluido un viejo hospital de leprosos. Enrique VIII, por lo tanto, creó una inmensa propiedad real que se extendía desde el río Támesis y la antigua York Place hasta la leprosería que fue reconvertida en el palacio de Saint James y destinada al príncipe de Gales. Entre ambos había el extenso parque de St. James, reservado en exclusiva a la corte y cerrado por un muro.

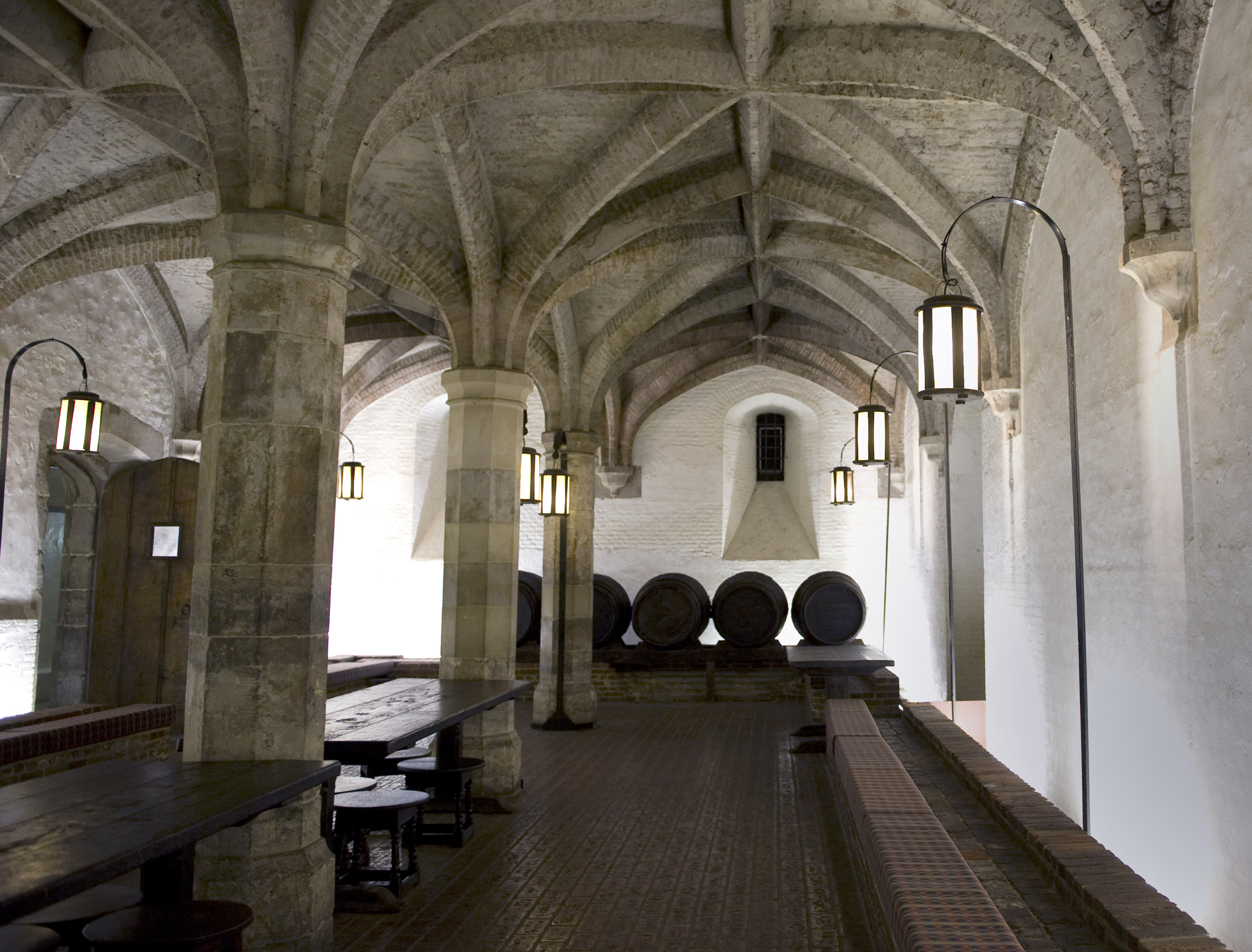
La "Bodega de Enrique VIII" conservada debajo del actual Ministerio de Defensa.

En paralelo a todas estas compras, York Place fue también ampliado y reformado. Las obras de ampliación, que no se terminaron hasta 1547, se hicieron en distintas fases, creando un complejo heterogéneo y laberíntico en estilo tardo-gótico típico de la dinastía Tudor. Con el tiempo, también las construcciones palatinas sobrepasaron la calle Whitehall, y se edificaron dos grandes puertas/torre para poder cruzar la calle por encima, mientras que los viandantes pasaban por debajo. La Holbein Gate, más al norte, estaba al nivel de la actual Banqueting House, mientras que la King's Gate al de Downing Street.
En 1536, Enrique VIII decidió eliminar el nombre de York Place, que ya no era adecuado, y designar el nuevo palacio como "Kyng's Pales att Westm" (Palacio del Rey en Westminster), pero dada la confusión que generaba con el viejo palacio de Westminster situado más al sur, el nuevo edificio fue llamado progresivamente "palacio de Whitehall". El monarca falleció en su nuevo palacio el 28 de enero de 1547.

### De los Tudor a los Estuardo (1547-1625)
Durante el corto reinado de Eduardo VI (1547-1553), Whitehall fue la principal residencia real junto con el desaparecido palacio de Greenwich; mientras que durante el reinado de María I (1553-1558), el palacio fue usado en ocasiones importantes, como las dos visitas de su esposo Felipe de España, aunque por lo general la soberana prefirió el cercano palacio de St. James. Como su padre Enrique VIII, la reina Isabel I (1558-1603) viajó frecuentemente entre sus muchas residencias reales, como Somerset House, St. James, Greenwich, Hampton Court, Richmond, Windsor, Oatlands  (Weybridge) o Nonsuch; pero aproximadamente pasó un cuarto de su reinado de Whitehall. Normalmente, las grades celebraciones en el palacio londinense se concentraban en el aniversario de la ascensión de la reina en noviembre, la Navidad y el Carnaval.

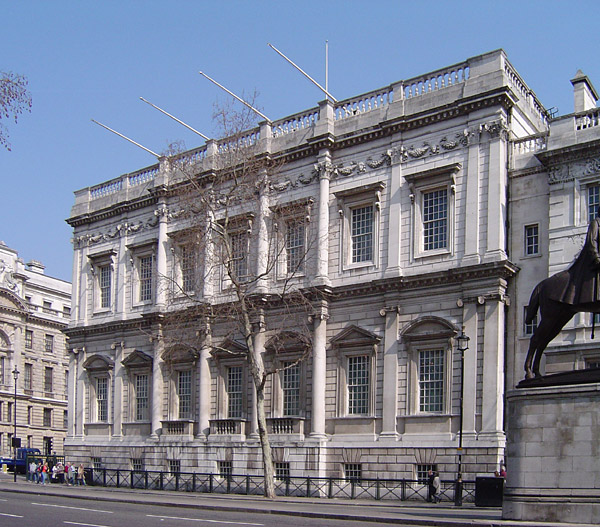
La fachada palladiana de la Banqueting House.

La llegada al trono de Jacobo I (1603-1625) y la casa de Estuardo no trajo consigo grandes transformaciones en el uso de Whitehall, que siguió siendo la residencia real más utilizada junto con Hampton Court y Windsor. Por lo general, la corte se instalaba en Whitehall el día de Todos los Santos y permanecía en él, al menos, hasta la celebración del Día de la Ascensión (del monarca al trono) el 24 de marzo, entremedias transcurrían las celebraciones navideñas y el Carnaval. Bajo dicho reinado, se produjo una de las transformaciones más importantes en la arquitectura del palacio, la edificación en 1607 de la Banqueting House, una gran salón de banquetes que flanqueaba la calle Whitehall. Tras su destrucción en un incendio en 1618, fue reedificado en estilo palladiano por Iñigo Jones, y su inmaculada fachada de piedra blanca constituye uno de los grandes logros de la arquitectura inglesa del siglo XVII. Además, el techo sería decorado en 1636 por el célebre pintor flamenco Peter Paul Rubens.

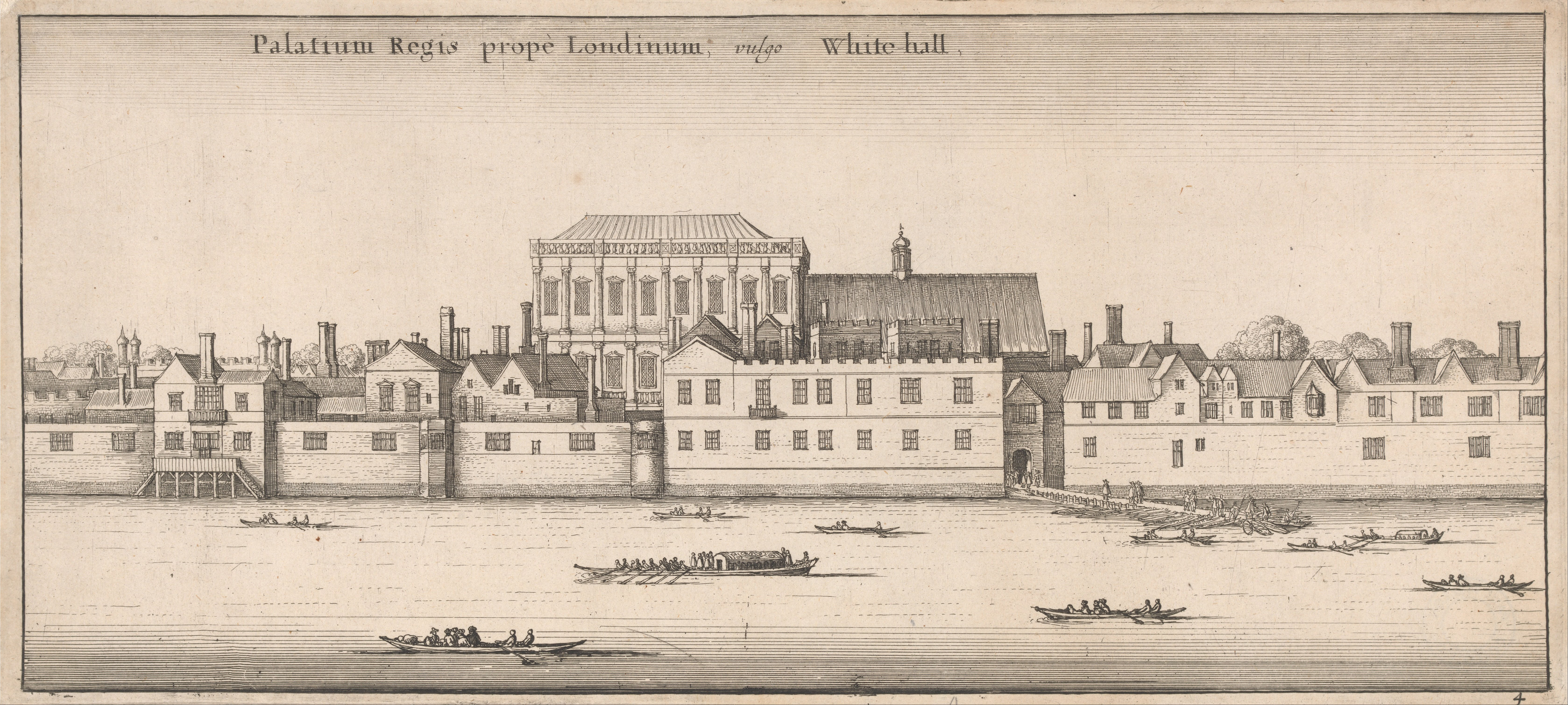
El palacio de Whitehall visto desde el río durante la primera mitad del, el gran edificio del fondo es la Banqueting House.

### Carlos I y la Revolución inglesa (1625-1660)
Aunque el palacio de Whitehall vivió su época más convulsa con Carlos I (1625-1649) y la Guerra Civil (1642-1651), también destacaron notables proyectos a principios del reinado. El monarca, que había visitado Madrid y El Escorial en 1623, deseó, en un principio, una total reconstrucción del palacio. Tanto Iñigo Jones como John Webb presentaron monumentales proyectos para un edificio ex-novo, cara al parque de St-James y que no conservara nada de la vieja construcción Tudor. Hasta poco antes de morir, el rey siguió mostrando interés hacia estos proyectos, pero las rebeliones en Irlanda y Escocia y luego la Guerra Civil impidieron su realización. Sin olvidar que la gran pasión del soberano fue el coleccionismo de arte.
Las intervenciones de este reinado, se limitaron, por lo tanto, a algunas reformas interiores, en los aposentos de la reina Enriqueta María de Francia se rehicieron en estilo barroco ventanas, techos y chimeneas, además de añadirse un pequeño oratorio católico, pero en esencia las estancias siguieron conservando su aspecto de mediados del siglo XVI. Aún hubo menos intervenciones en los aposentos del rey, que se limitaron a trasladar el dormitorio cerca de las estancias públicas para crear una especie de "dormitorio de ceremonia" o chambre de parade, y a acondicionar tres gabinetes privados donde Carlos I guardó su colección de arte y relojes.
En enero de 1642, Carlos I, a raíz de sus conflictos con el parlamento inglés, abanó definitivamente Whitehall, pero no fue hasta 1644 cuando el parlamento ordenó "purgarlo" de los realistas que aún habitaban en él. A partir de 1648, Whitehall se usó como cuartel y el 30 de enero de 1649, Carlos I fue ejecutado delante de la Banqueting House. El palacio fue cedido entonces a los partidarios del parlamento y en 1650 se convirtió en residencia del Lord Protector Oliver Cromwell, cosa que evitó la completa dispersión de muebles y colecciones amasadas por Carlos I y sus antecesores. Tras la muerte de Cromwell en 1658, el palacio fue puesto en venta, pero nadie se interesó por él.

### La Restauración y el reinado de Carlos II (1660-1685)
Con la Restauración y el reinado de Carlos II (1660-1685), Whitehall alcanzó su máximo periodo de esplendor, debido a las reformas y mejoras llevadas a cabo, a la fastuosidad de las ceremonias que aspiraban a imitar las maneras francesas y al libertinaje del propio monarca y su corte. Carlos II convirtió el palacio de Whitehall en su principal residencia, habitándolo más de la mitad del año, aunque a partir de 1668 fueron habituales las estancias en Newmarket de quince días o un mes, para asistir a las carretas de caballos; mientras que desde 1674 la importancia de Windsor como residencia de verano fue creciente, habitándose entre tres y cinco meses cada año. Por su parte, Hampton Court fue muy poco visitado.

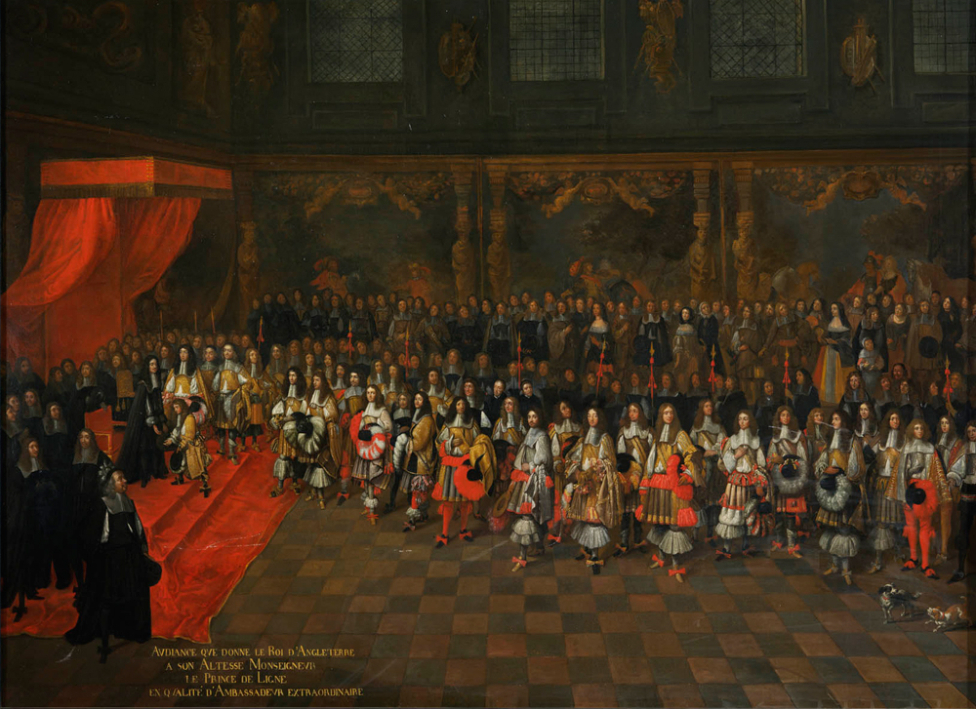
Carlos II recibiendo al príncipe de Ligne, embajador español, en la Banqueting House en 1660.

El complejo palatino aún presentaba un aspecto aun esencialmente orgánico y Tudor frente a la monumental arquitectura regular y clasicista del Louvre que el propio monarca había podido observar durante su exilio en París. En 1661, el arquitecto barroco John Webb presentó varios proyectos para reformar Whitehall, no obstante, pese al entusiasmo inicial del rey, Webb fue pronto trasladado a Greenwich, donde Carlos II quería edificar otro gran palacio barroco. En 1664, el proyecto de reforma de Whitehall fue retomado por el joven Christopher Wren, que incluso viajó a París para inspeccionar el Louvre y conocer al célebre Bernini. No obstante, a su retorno en 1666, le fue encargado el proyecto de reconstrucción de la City de Londres y de Saint Paul.
Así pues, a lo que se dedicó esencialmente Carlos II fue a las reformas interiores. Para empezar, hubo que recuperar parte de los muebles y obras de arte, en su mayor parte en manos de la viuda de Cromwell, y luego se sucedieron constantes reformas. La primera, entre 1661 y 1662, fue formalizar la diferenciación entre el "dormitorio de ceremonia" que imitaba el de Enrique IV y sus sucesores en el Louvre, del dormitorio privado que en verdad Carlos II usaría. A tal efecto, el dormitorio oficial de época de Carlos I fue completamente redecorado, se creó una alcoba (un nicho) y se instaló una gran cama de terciopelo carmesí separada, del resto de la estancia, por una balaustrada dorada. El dormitorio privado, por su parte, fue creado ex-novo cara al río en la antigua Galería de la Reina.

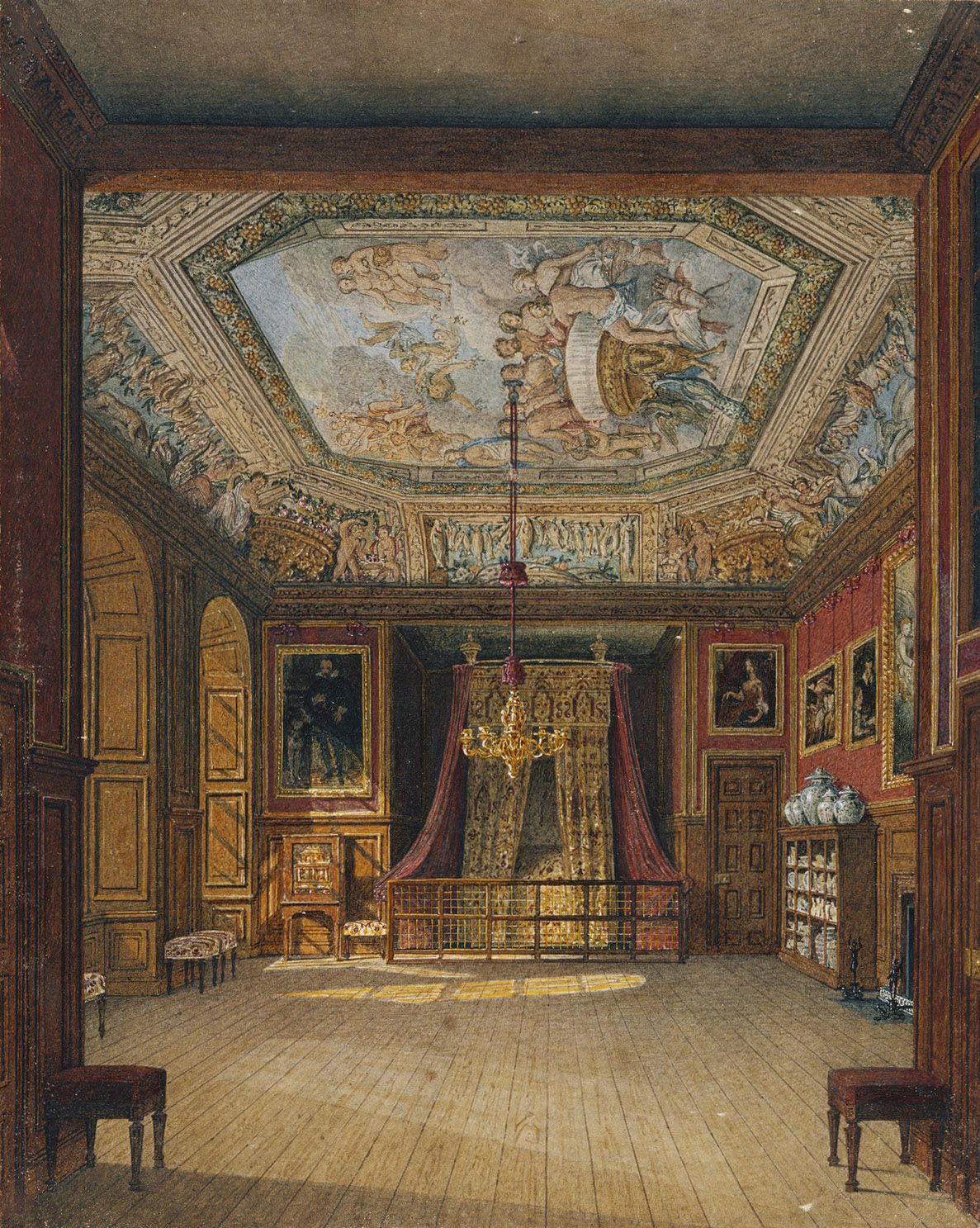
El "dormitorio de ceremonia" del rey en Whitehall debió ser muy similar al de la reina Ana en el castillo de Windsor.

En 1666, no obstante, el rey consideró que era momento de crear unos aposentos privados más cómodos y amplios cara al río y anexos a los de la reina Catalina Enriqueta de Portugal. A tal efecto se desmontó la Galería de la Reina y un aviario (volary en inglés) que había de tiempos de Isabel I y que daría nombre a los buenos aposentos, los Volary Lodgings, terminados en 1668. Se trataba de un sobrio y regular edificio en forma de U con un patio central pavimentado en damero. En su interior el monarca disponía de una biblioteca, laboratorios y talleres y dos dormitorios privados, uno de grande anexo a un salón y otro de pequeño cercano a los aposentos de la reina y con un acceso privado.
También se redecoraron, en diversas tandas entre 1662 y 1670, los aposentos de la reina Catalina Enriqueta de Portugal, creándose un nuevo y lujoso dormitorio y una sala de baños en la planta baja. Más lujosos y amplios fueron, sin embargo, los aposentos acondicionados cara al río para el duque de York y su esposa, el príncipe Ruperto del Rin y la duquesa de Portsmouth, amante del rey.

### Jacobo II (1685-1688)
A pesar de una cierta turbulencia política, conflictos religiosos y cambios dinásticos, los últimos quince años de historia del palacio de Whitehall fueron importantísimos para su configuración arquitectónica, llevándose a cabo grandes obras que, por primera vez, alterarían de forma sustancial la apariencia Tudor del conjunto.
Bajo el breve reinado de Jacobo II (1685-1688) se quiso solventar el problema de los alojamientos de la reina María de Módena, que seguía habitando en estrechos edificios cara al río construidos en la primera mitad del siglo XVI, y que no habían disfrutado de reformas análogas a las hechas en los aposentos del rey por Carlos II. En primer lugar se decidió la completa reconstrucción del ala norte del Privy Garden, donde desde Enrique VIII hasta Carlos II habían estado los aposentos particulares del rey. En su lugar apareció un ala con un fachada regular y una amplia enfilada de aposentos oficiales para la reina, que terminaban en una monumental capilla católica diseñada por Wren a tocar de la calle Whitehall y la Banqueting House. Los aposentos oficiales de la reina fueron terminados a inicios de 1687, y la capilla a finales del mismo año. La envergadura de la obras obligó, mientras tanto, a la familia real a instalase en el palacio de St. James.
A principios de 1688 tocó el turno de crear unos nuevos aposentos privados para la reina, para ello se eligió la ubicación de los antiguos aposentos de la soberana, una amalgama de edificios Tudor cara al río y anexos a los Volary Lodgings del rey. Wren edificó un edificio de dos plantas rectangular, con una fachada barroca y un gran balcón para contemplar el Támesis, en el interior las soberana dispondría de una cámara, un salón, un comedor, un dormitorio grande y otro pequeño, un oratorio, un vestidor, un baño y un guardarropa. El derrocamiento de Jacobo II impidió, no obstante, a María de Módena disfrutar de estos aposentos, que no serían terminados hasta marzo de 1689.

### Guillermo III y María II (1688-1698)
En diciembre de 1688, durante la Gloriosa Revolución, Jacobo II abandonó Londres y luego partió al exilio en Francia, y el trono fue ocupado por su hija María II y su yerno Guillermo de Orange.

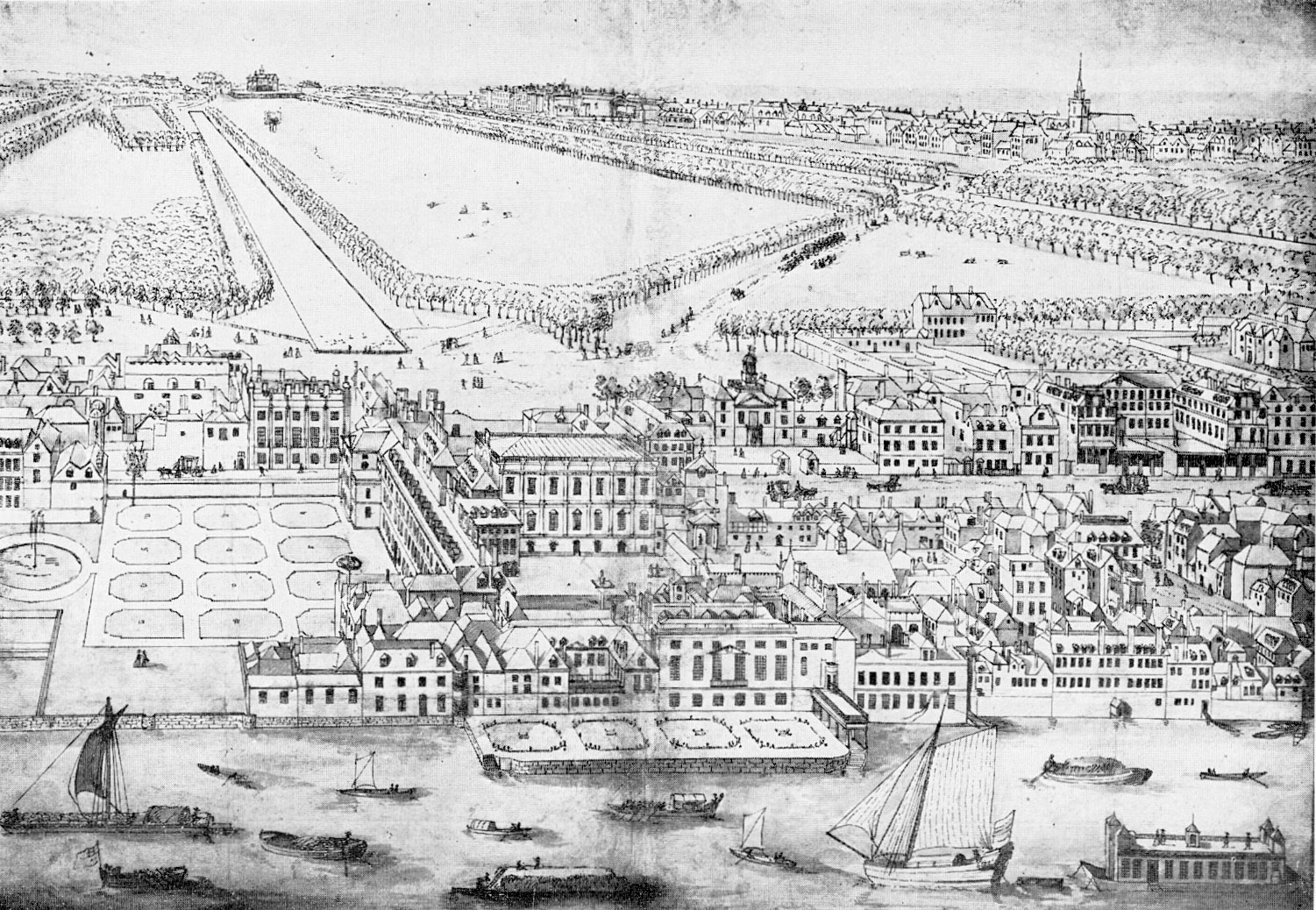
El palacio de Whitehall en 1695, en primer plano la nueva terraza de la reina María II, y justo detrás los Volary Lodgings (izquierda) y los nuevos aposentos privados de la reina (derecha). En el extremo izquierdo se aprecia el vacío dejado por el incendio de 1691.

Por primera vez en su historia, los nuevos soberanos no frecuentaron Whitehall, debido a su asma, Guillermo III (1689-1702) prefirió su residencia campestre de Kensington y la reina María solo habitó Whitehall ocasionalmente, cuando Guillermo estaba de campaña en los Países Bajos. Aun así, una monumental terraza ajardinada se edificó para ella a orillas del Támesis, pero su temprana muerte en 1694 le impidió disfrutar de ella.
En abril de 1691, un incendio destruyó una parte importante del palacio, los aposentos situados en el extremo sur y que habían sido ocupados por cortesanos destacados como el duque de Devonshire. Guillermo III sintió escaso interés por reedificar las partes dañadas y prefirió proyectar amplias terrazas ajardinadas y paseos que flanquearan el río. Sus intereses edilicios se concentraban en Hampton Court y Kensington, y, tras la muerte de la reina María en 1694, el monarca ofreció el palacio a la princesa Ana y a su esposo el príncipe Jorge de Dinamarca.

### El incendio (1698)
El 4 de enero de 1698, el inmenso y laberíntico palacio de Whitehall fue destruido por completo a causa de un incendio. El parecer, éste habría estallado en el dormitorio de una sirvienta holandesa que encendió un brasero para secar la ropa. La propia estructura abigarrada y caótica del palacio, además del extenso uso de la madera en sus construcciones, muchas de ellas aún de época Tudor, facilitó la rápida extensión del fuego. A ello se sumó el caos desatado por los habitantes del palacio que querían salvar sus bienes, y la presencia de saqueadores que aprovecharon la ocasión. El fuego duró dos días, solo salvándose la Banqueting House por expreso deseo del rey, las puertas/torre de cabalgaban la calle Whitehall, y algunos edificios secundarios que se situaban más lejos. Según los funcionarios de la corte, se salvó gran parte de la colección real, solo perdiédose "alguna cortina y taburete". No obstante, se sabe que el icónico mural de la Familia de Enrique VIII pintado por Hans Holbein el Joven fue destruido durante el incendio, así como el busto en mármol del rey Carlos I realizado por Bernini, y muy probablemente también el Cupido durmiente de Miguel Ángel.
El incendio del inmenso palacio causó gran impacto en el continente, pero escasa pena, pues, en palabras del duque de Saint-Simon, había ardido "el palacio más grande y feo de Europa".

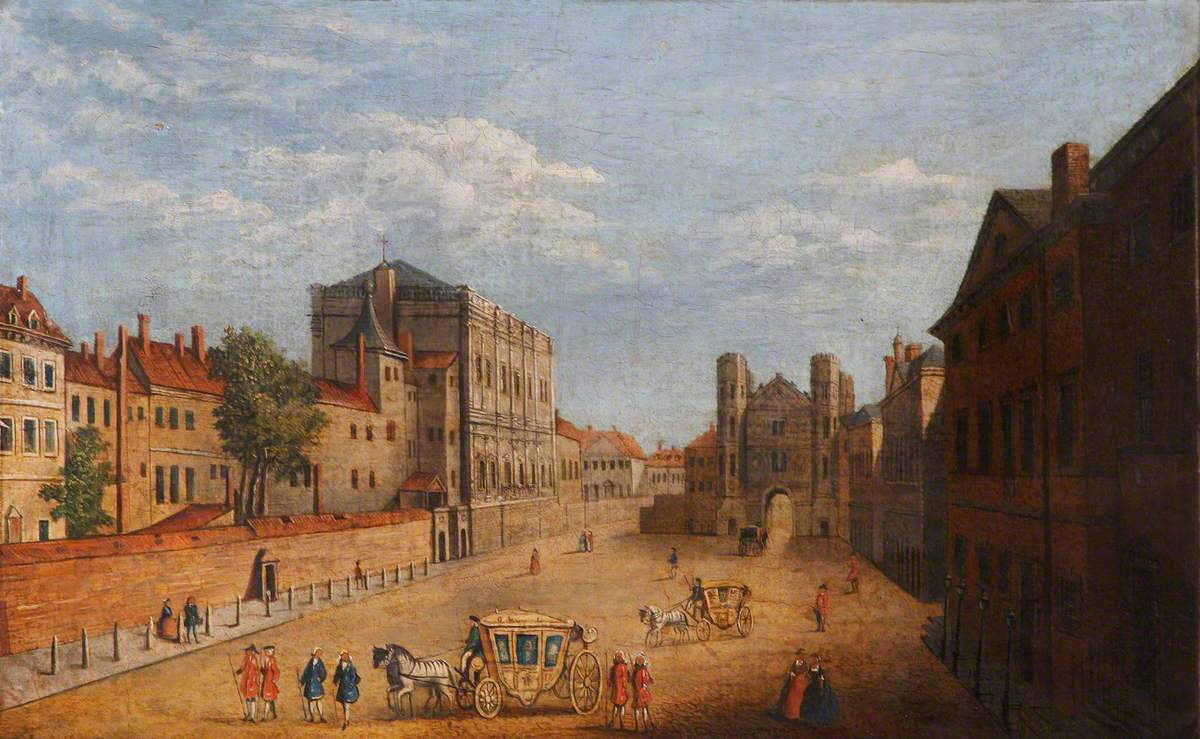
La calle Whitehall, la Banqueting House y la Holbein Gate a principios del.

Aunque en un principio Guillermo III pensó en reconstruir el palacio, y Wren presentó dos proyectos, finalmente nada se hizo, y los terrenos se vendieron a particulares que edificaron sus casas. Del palacio de Whitehall solo se conservaría la Banqueting House, puesto que la Holbein Gate y la King's Gate fueron demolidas en 1759 y 1723, respectivamente, para ensanchar la calle. El palacio de Saint James se convertiría, desde entonces y hasta 1837, en la residencia oficial del monarca inglés en Londres.
Durante la segunda mitad del siglo XIX se empezarían a edificar en la zona grandes edificios públicos y gubernamentales, de modo que el área de Whitehall se convertiría en el centro administrativo del gobierno. Por lo tanto, por metonimia, "Whitehall" es sinónimo del gobierno británico, del mismo como que "La Moncloa" lo es en el caso español.